# Acryptolaria pulchella
Acryptolaria pulchella is een hydroïdpoliep uit de familie Lafoeidae. De poliep komt uit het geslacht Acryptolaria. Acryptolaria pulchella werd in 1888 voor het eerst wetenschappelijk beschreven door Allman. 